# Rashad Sweeting
Rashad Sweeting (* 3. Juni 1990 in Nassau) ist ein bahamaischer Dartspieler.

## Karriere
Rashad Sweeting gab 2023 sein internationales Debüt, als er am WDF World Cup teilnahm. Dort schied er in der ersten Runde gegen den Slowenen Denis Duh aus. Im Jahr 2024 spielte Sweeting auf der CLDC Tour, die Dartspielern aus Latein- und Südamerika vorbehalten war. Durch sein dort erspieltes Preisgeld qualifizierte er sich als erster der Rangliste für die PDC World Darts Championship 2025. Damit ist er der erste Darter von den Bahamas, dem dies gelingt. Bei seinem WM-Debüt spielte er gegen Jeffrey de Graaf und unterlag, nachdem er den ersten Satz für sich entschieden und fünf Darts für den Gewinn des zweiten Satzes verpasst hatte, mit 1:3.

## Weltmeisterschaftsresultate

### PDC
- 2025: 1. Runde (1:3-Niederlage gegen  Jeffrey de Graaf)